# Lophorhothon atopus
Lophorhothon atopus és una espècie de dinosaure hadrosàurid que va viure al Campanià, al Cretaci superior, en el que actualment són els Estats Units. Les primeres restes fòssils d'aquest animal foren descobertes a la dècada de 1940. L'holotip, contingut en les col·leccions del Field Museum, a Chicago, consisteix en un crani fragmentat i desarticulat, i un esquelet postcranial. La longitud de l'espècimen holotip s'ha estimat en 4,5 metres.